# Rudolf Karl Grunert
Rudolf Karl Grunert (29. Juli 1858 in Stuttgart – 28. Januar 1893) war ein deutscher Theaterschauspieler.

## Leben
Grunert kam aus einer Schauspielerfamilie, seine Eltern waren die Schauspieler Karl Grunert und Martha Petitjean. Seine Schwester Therese Grunert war ebenfalls Schauspielerin.
Grunert, der eigentlich Architekt werden sollte, ging gegen den Willen seiner Mutter nach Amerika, um sich dort dem Schauspielberuf zu widmen. Nachdem diese die Erlaubnis zur Bühne zu gehen erteilte, kehrte er nach Europa zurück und debütierte 1876 in Görlitz, war dann in Hamburg von 1876 bis 1877 und in Hannover von 1877 bis 1886 engagiert. Dort trat am 7. März 1882 als „Herold“, am 6. Mai 1884 als „Christoph Marlow“ und am 29. Oktober 1886 als „Martino della Scala“ im Fürsten von Verona von Ernst von Wildenbruch auf.
1886 ging er als Nachfolger Adalbert Matkowskys an das Hoftheater Dresden. Dort wirkte er in jugendlichen und ersten Heldenrollen, in Schillerdramen, sowie als „Franz“ in Götz, „Tempelherr“ in Nathan, „Marc Anton“ in Cäsar, bis zu seinem Tod.